# Sesquilé (kommun)
Sesquilé är en kommun i Colombia.   Den ligger i departementet Cundinamarca, i den centrala delen av landet, 50 km nordost om huvudstaden Bogotá. Antalet invånare är 9 817. Sesquilé ligger vid sjön Embalse de Tominé.